# Roberto Thieme
Walter Robert Thieme Schiersand (Santiago, 16 de noviembre de 1942-1 de octubre de 2023) fue un mueblista, pintor y político chileno. Alcanzó notoriedad al ser uno de los líderes del Frente Nacionalista Patria y Libertad, organización que se opuso al gobierno de Salvador Allende mediante la violencia y los motines obreros.
Luego del golpe de Estado en Chile de 1973, se convirtió paulatinamente en un opositor nacionalista a la dictadura militar, a la que acusó de abandonar el nacionalismo para entregarse al neoliberalismo gremialista. Thieme se definía como nacionalista, anticapitalista, antiimperialista, antioligárquico, pro mapuche y revolucionario.

## Biografía
Hijo de Walter Thieme, un obrero chileno-alemán afín al nazismo. Su padre, nacido en Santiago de Chile en 1913, entró al Partido Nacionalsocialista Obrero Alemán en 1934 a través del NSDAP/AO, organización que reclutaba alemanes étnicos (o en jerga nazi, "alemanes puros") alrededor del mundo. El NSDAP/AO chileno fue contemporáneo del Movimiento Nacional-Socialista de Chile (MNS), sin embargo, el primero era una expresión más propiamente alemana y abiertamente racista y nordicista, en donde no se permitía el ingreso de chilenos sin sangre alemana pura. Walter Thieme también fue uno de los agentes del Abwehr en Chile, y en consecuencia detenido por espionaje en 1943.
Roberto Thieme estudió en una escuela pública y no intentó ingresar a una universidad. Fundó una empresa de diseño de muebles que vendió sus productos al Congreso Nacional y a la Presidencia de la República en los años 1960.
En 1971 asumió como Secretario General Territorial del Frente Nacionalista Patria y Libertad, organización de extrema derecha opositora al gobierno de Salvador Allende. En 1972 este grupo realizó una operación de internación de armas desde Argentina, a cargo de Thieme, el cual logró ingresar alrededor de 100 fusiles de asalto, destinados a ser utilizados en acciones de sabotaje.
En junio de 1973, tras verse implicado en el Tanquetazo, Thieme pasó a la clandestinidad y con el fin de evitar un proceso judicial escapó a Mendoza (Argentina). Para moverse con mayor libertad desde la clandestinidad, Thieme fingió su propia muerte simulando un accidente de avión. En realidad, Thieme aterrizó el avión en donde escapaba en Colonia Dignidad (con la cual Patria y Libertad tenía estrechos vínculos a fin de coordinar acciones de insurrección contra el gobierno de la Unidad Popular) y luego siguió su camino hacia Mendoza tras pintar su avión con otro color en el enclave. Patria y Libertad acusó a dirigentes de la Unidad Popular de haber asesinado a Thieme. Desde Argentina, este se dedicó a organizar el frente de operaciones de Patria y Libertad.
En julio de 1973, Thieme hizo público su paradero e hizo un llamado a derrocar por las armas al gobierno de la Unidad Popular. Ese mismo mes, regresó clandestinamente a Chile y comenzó a ser uno de los promotores del golpe de Estado de septiembre de 1973. El gobierno de Salvador Allende ordenó su captura, la cual se concretó el 26 de agosto cuando Thieme y otros nueve miembros de Patria y Libertad fueron detenidos en un restaurante.

### Golpe de Estado
Al momento del golpe de Estado del 11 de septiembre, Thieme se encontraba encarcelado por su participación en el Tanquetazo. Sin embargo, fue liberado en noviembre después de que el gobierno retirara los cargos en su contra.
Inicialmente Thieme y otros exmiembros de Patria y Libertad se mostraron a favor de la dictadura militar, esperando que esta representara los ideales nacionalistas que el movimiento había defendido antaño. Thieme decepcionado, acabó por volverse opositor al dictador Augusto Pinochet debido a su desacuerdo con la implantación de políticas económicas neoliberales y las violaciones de los derechos humanos. Thieme denunció los crímenes cometidos durante el régimen y criticó duramente el modelo económico neoliberal durante la crisis económica de 1982. También se opuso a la Constitución de 1980, apoyando públicamente la opción "No" en el plebiscito para su aprobación.
Entre 1981 y 1982 fue secretario general del Movimiento Nacionalista Popular (MNP), el cual en septiembre de 1983, siendo conformado por Thieme y otros exmiembros de Patria y Libertad como Eduardo Díaz Herrera, se transformaría en el movimiento político Viento Sur, embrión del posterior Partido del Sur. El MNP fue acusado de planear un golpe de Estado contra la dictadura militar en octubre de 1982, tras lo cual Thieme escapó a Argentina. Posteriormente se estableció en Estados Unidos.[cita requerida]
El periodista sueco Anders Leopold, en su libro de 2008 Det svenska trädet skall fällas ("El árbol sueco debe ser derribado"), afirmó que Thieme fue el perpetrador del asesinato de Olof Palme. Según Leopold, Palme fue asesinado porque había dado asilo político a numerosos chilenos de izquierda después del golpe que derrocó a Salvador Allende en 1973. No hay ninguna evidencia de las conjeturas que apuntan a Chile, más allá de las declaraciones de un agente de la DINA, Michael Townley, que afirmó haber recibido órdenes para asesinar a Palme durante una visita a Madrid, y que éste estaría incluido en una lista negra de personas a eliminar por sus críticas al régimen chileno.
Thieme apoyó la opción "No" en el plebiscito de 1988. El 14 de septiembre de 1989 el Servicio Electoral de Chile aceptó su candidatura a senador por la Circunscripción 14 (Araucanía Norte) en la lista del Partido del Sur, sin embargo su postulación fue retirada en los días siguientes, por lo que no apareció en las papeletas de votación para las elecciones parlamentarias.

### Tras el retorno a la democracia
Entre 1992 y 1994 estuvo casado con Lucía Pinochet, hija del dictador Augusto Pinochet. Pese a encontrarse políticamente inactivo en la actualidad, Thieme ha concedido numerosas entrevistas en tiempos recientes, en las cuales ha generado polémica producto de sus declaraciones.
En una entrevista en 2013, Thieme declaró que Augusto Pinochet era un traidor y calificó a ministros de Estado como Andrés Chadwick y Cristián Larroulet como "hijos de Pinochet"; el primer aludido desestimó sus declaraciones, argumentando que «no corresponde referirse a dichos de personas que hoy no tienen relevancia». En 2021, Thieme fue entrevistado para el documental de Netflix titulado "Colonia Dignidad: Una secta alemana en Chile", en donde rememora la participación de dicha colonia en el Golpe de Estado de 1973 y posterior dictadura militar.
Para las elecciones presidenciales de 2017, Thieme apoyó públicamente a la candidata del Frente Amplio, Beatriz Sánchez. Posteriormente, para las elecciones de 2021, entregó su apoyo al candidato Gabriel Boric, miembro de la misma coalición; además tildó al candidato del Partido Republicano, José Antonio Kast, como "enemigo del pueblo". Ideológicamente, Thieme se define como nacionalista,  anticapitalista, antiimperialista, antioligárquico, pro mapuche y revolucionario.